# ヤムハド

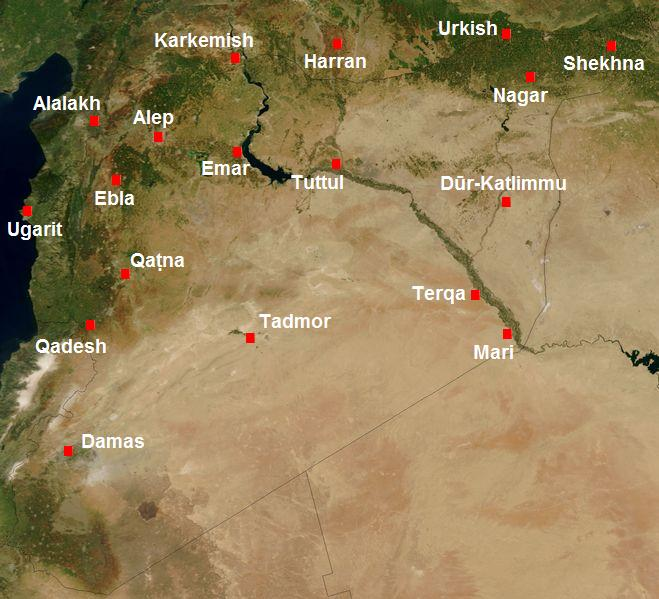
紀元前2千年紀ごろのシリア・メソポタミア周辺地図。ヤムハドの都ハラプは図の左上、「Alep」と書かれた場所にある

ヤムハド（Yamhad、 Jamhad、 Yamkhad）は古代のシリアにあったアムル人の王国。その中心はハルペ（ハラプ、ハルパ）の街（現在のハラブ、別名アレッポ）にあった。アムル人のほかにもフルリ人が住んでおり、フルリ文化の影響がみられる。ヤムハド王国は青銅器時代中期、紀元前19世紀頃から紀元前17世紀後半頃にかけて栄え、南の王国カトナと争った。ヤムハドは最終的に紀元前16世紀、ヒッタイトにより滅ぼされている。
ヤムハドの中心はハルペ（今日のアレッポ）で、その周辺の広い範囲を勢力圏としていた。その正確な範囲は分からないが、主に現在のシリア北部からトルコ南東部が領域だった。シリア砂漠の北、「肥沃な三日月地帯」の北部一帯を占めたヤムハドは、豊かな農業地帯のほかメソポタミアから地中海を結ぶ交易路を手中に収め、1世紀半にわたり北シリア・北メソポタミアに君臨する豊かで強力な国家となった。ハルペにはキプロス島の銅、中央アジアの錫、アナトリアやレバノンの山から切りだされる木材、エーゲ海やメソポタミアの奢侈品などがもたらされ、こうした物資を中継したほか、周囲の農村からの穀物や織物などを各地に輸出した。
ヤムハドではフルリ人も多く、アムル人の信仰するヤムハドの主神・風の神ハダド（Hadad、アッカド語: アダド）のほかに、フルリ人の信仰する同様の風の神テシュブ（Teshub）が祀られた。アレッポ人が信仰した神は、メソポタミアの東にあるヌジから地中海側のウガリット、北の小アジアに至る幅広い範囲で信仰される風神が土着化したものである。

## ヤムハドの繁栄
中東に広がる風神信仰の中心地であり交易の中心地という好条件のそろうハルペは、紀元前3千年紀後半にアッカドの王ナラム・シンにより古い交易都市国家エブラが破壊された後、エブラに代わるこの地方の中心都市へと浮上した。
紀元前19世紀のメソポタミア北西部の強国マリの王ヤフドゥン・リムの時代、ヤムハドの王スム・エプフとの貢納関係がマリ文書には記録されている。スム＝エプフの後継者ヤリム・リム1世は、カトナのイシ・アッドゥ王とともに、アッシリアのシャムシ・アダド1世と同盟を組んだ。シャムシ・アダド1世はマリを征服したが、マリ王ヤフドゥン・リムの息子ジムリ・リムはヤムハドのヤリム・リム1世のもとに逃げた。ジムリ・リムはヤリム・リム1世の一族と婚姻関係を持ち、ヤムハドの後ろ盾を得てシャムシ・アダド1世没後のマリをヤスマフ・アダドから奪還した。
紀元前1770年前後のジムリ・リム時代の外交関係などを記した粘土板文書がマリから大量に出土したが、この文書からヤムハドがバビロン、ラルサ、エシュヌンナやカトナなどと並ぶオリエントの大国だったことがうかがわれる。ヤリム・リム1世とその息子ハンムラビ1世（バビロン王のハンムラビとは別人）は、マリなどとともに、バビロンの王に即位しメソポタミアに覇を唱えたハンムラビとも同盟を組んだ。マリが滅んだあとも勢力圏を拡大しオリエントの大国の地位を維持した。ヤムハド王ハンムラビ1世の息子アッバエルは兄弟のヤリム・リム2世に北の都市アララハを与えているが、紀元前1750年頃に反乱に遭い、ハルペは破壊された。
紀元前18世紀半ばから紀元前17世紀（紀元前1650年頃）までの間、再建されたハルペとヤムハド王国についての記録は少ない。北のアララハにはヤムハドの王家から分かれたヤリム・リム2世の子孫の王朝が築かれたが、ここから出土した文書にヤムハドは言及される。この時期ヤムハド王国はアララハ王国を従えていた。ヤムハドの地位を揺るがす出来事は少なかったが、東に勃興するフルリ人の国家群との争いが起こっている。

## ヒッタイトによる陥落
北にあったヒッタイト王国では、ハットゥシリ1世が紀元前17世紀後半に即位し、南へ遠征を開始した。彼はヤムハドの影響下にあった都市多数を陥落させ、ヤムハドの属国アララハを破壊した。数年後、再びハットゥシリ1世は再度北シリアへ軍を向けヤムハドを攻撃し、ハッシュワ（Hašuwa / Hašum）の街でヤムハドの援軍と戦いこれを陥落させた。こうした戦いの過程でアムル人やフルリ人の神だったハダドなどの神像が戦利品としてヒッタイトに持ち去られたが、ヒッタイトではこれらの神像とその信仰が広がり、ヒッタイトの土着宗教と融合することになる。
ハットゥシリ1世の跡を継いだムルシリ1世は、ハットゥシリが完遂できなかったヤムハド征服への努力を続けた。ヤムハドの名はこの時代までは文献などに登場するが、ヤムハドの終焉がいつ訪れたかについては明らかでない。この200年後にヒッタイトの王となったムルシリ2世（在位：紀元前1322年頃 - 紀元前1295年頃）の時代にムルシリ1世によるハルペ破壊が記されているがその正確性には疑問もある。
この後のヤムハドについては、ヒッタイトによる破壊の1世紀後に再建されたアララハの王イドリミの石碑（現在は大英博物館に所蔵されている）に言及されている。これによれば、紀元前16世紀末から紀元前15世紀初頭の時期、ハルペの王子だったイドリミはエマルへ逃れ、カナンなどを放浪した後、ミタンニの王バラタルナ（紀元前1470年頃 - 紀元前1450年頃）の臣下となり、支援されてアララハに自らの王朝を築いたとされる。
ヤムハド自身による記録は少なくヤムハド王国の首都の遺跡も見つかっていない。ヤムハド王国の文書庫や王宮は、あるとすればおそらく今もアレッポ市街の地下のどこかに埋もれていると考えられる。

## ヤムハドの歴代の王
- スム＝エプフ　Sumu-epukh、 ?-紀元前1781年頃
- ヤリム＝リム　Yarim-Lim、　紀元前1780年 - 紀元前1765年
- ハンムラビ1世　Hammurabi、紀元前1765年 - ?
- アッバエル（アッバ・イリ、アバン）　Abba‘el / Abba-ili / Abbân
- ヤリム=リム2世　Yarim-Lim II
- ニクメパ　Niqmepa
- イルカブトゥム　Irkabtum
- ヤリム=リム3世　Yarim-Lim III
- ハンムラビ2世　Hammurabi II、　? - 紀元前1595年